# 홍경모 (조선)
홍경모(洪敬謨, 1774년~1851년)는 조선 후기의 문신·학자이다. 본관은 풍산, 자는 경수(敬修), 호는 관암(冠巖) 또는 운석일민(耘石逸民)이다.

## 생애
순조 때 문과 급제 이후 별검춘추, 부수찬, 의정부검상, 시독관, 대촉을 거쳐 성균관대사성, 이조참의, 강원도관찰사, 대거승지, 이조참판, 사간원대사간, 홍문관부제학, 예조참판을 거쳐 헌종 때 공조판서, 형조판서, 사헌부대사헌, 함경도관찰사, 예조판서, 한성부판윤, 이조판서, 옥책문서사관을 거쳐 의정부좌참찬, 판돈녕부사에 이르렀다.

## 저서
- 《총사(叢史)》
- 《중정남한지(重訂南漢志)》